# Чемпіонат світу з трекових велоперегонів 2009
Чемпіонат світу з трекових велоперегонів 2009 проходив з 25 по 29 березня 2009 року в Прушкуві, Польща на  велодромі BGŻ Arena. Всього у змагання взяли участь спортсмени з 39 країн, які розіграли 19 комплектів нагород — 10 у чоловіків та 9 у жінок. На цьому чемпіонаті вперше провели змагання жінок в омніумі.

## Медалісти

### Чоловіки
| Дисципліна                         | Золото                                                                                   | Срібло                                                               | Бронза                                                                    |
| Спринт                             | Грегорі Боже                                                                             | Азізуласні Аванг                                                     | Кевен Сіро                                                                |
| Гіт (1 км)                         | Штефан Німке (1:00.666)                                                                  | Тейлор Фінні (1:01.611)                                              | Мохд Різал Тісін (1:01.658)                                               |
| Індивідуальна гонка переслідування | Тейлор Фінні (4:17.631)                                                                  | Джек Бобрідж (4:20.091)                                              | Домінік Корну (4:22.347)                                                  |
| Командна гонка переслідування      | Данія Міхаель Ферк Крістенсен Каспер Єргенсен Єнс-Ерік Мадсен Алекс Расмуссен (3:58.246) | Австралія Джек Бобрідж Роан Денніс Лі Ховард Камерон Меєр (3:58.863) | Нова Зеландія Вестлі Гаф Пітер Летам Марк Раян Джессі Сарджент (4:00.248) |
| Командний спринт                   | Франція Грегорі Боже Мікаель Бурґен Кевен Сіро (43.510)                                  | Велика Британія Метью Кремптон Джейсон Кенні Джеймі Стафф (43.869)   | Німеччина Рене Ендерс Роберт Ферстеманн Штефан Німке (43.912)             |
| Кейрін                             | Максиміліан Леві                                                                         | Франсуа Перві                                                        | Тен Мюлдер                                                                |
| Скретч                             | Морган Кнайскі                                                                           | Анхель Даріо Колла                                                   | Андреас Мюллер                                                            |
| Гонка за очками                    | Камерон Меєр (24)                                                                        | Даніель Кройтцфельдт (22)                                            | Кріс Ньютон (21)                                                          |
| Медісон                            | Данія Міхаель Меркев Алекс Расмуссен (22)                                                | Австралія Лі Ховард Камерон Меєр (2)                                 | Чехія Мартін Блаха Іржі Хохманн (0)                                       |
| Омніум                             | Лі Ховард (19)                                                                           | Захарі Белл (21)                                                     | Тім Вельдт (24)                                                           |

### Жінки
| Дисципліна                         | Золото                                                                     | Срібло                                                           | Бронза                                                      |
| Спринт                             | Вікторія Пендлтон                                                          | Віллі Каніс                                                      | Сімона Крупекайте                                           |
| Гіт (500 м)                        | Сімона Крупекайте (33.296 WR)                                              | Анна Мірс (33.796)                                               | Вікторія Пендлтон (34.102)                                  |
| Індивідуальна гонка переслідування | Елісон Шенкс (3:29.807)                                                    | Венді Гувенаґел (3:32.174)                                       | Вілія Серейкайте (3:33.583)                                 |
| Командна гонка переслідування      | Велика Британія Ліззі Армітстед Венді Гувенаґел Джоанна Роуселл (3:22.720) | Нова Зеландія Лорен Елліс Джеймі Нільсен Елісон Шенкс (3:23.993) | Австралія Ешлі Анкудінов Сара Кент Жозефін Томік (3:24.972) |
| Командний спринт                   | Австралія Каарле Маккалох Анна Мірс (33.149)                               | Велика Британія Вікторія Пендлтон Шаназ Рід (33.380)             | Литва Джінтаре Джайвеніте Сімона Крупекайте (33.495)        |
| Кейрін                             | Гуо Шуан                                                                   | Клара Санчес                                                     | Віллі Каніс                                                 |
| Скретч                             | Юмарі Гонсалес                                                             | Ліззі Армітстед                                                  | Белінда Ґосс                                                |
| Гонка за очками                    | Джорджія Бронзіні (18)                                                     | Юмарі Гонсалес (15)                                              | Ліззі Армітстед (13)                                        |
| Омніум                             | Жозефін Томік (26)                                                         | Тара Віттен (27)                                                 | Івон Хейґенаар (27)                                         |

## Загальний медальний залік
| Місце  | Країна          | Золото | Срібло | Бронза | Загалом |
| ------ | --------------- | ------ | ------ | ------ | ------- |
| 1      | Австралія       | 4      | 4      | 2      | 10      |
| 2      | Франція         | 3      | 2      | 1      | 6       |
| 3      | Велика Британія | 2      | 4      | 3      | 9       |
| 4      | Данія           | 2      | 1      |        | 3       |
| 5      | Німеччина       | 2      |        | 1      | 3       |
| 6      | Нова Зеландія   | 1      | 1      | 1      | 3       |
| 7      | Куба            | 1      | 1      |        | 2       |
| 7      | США             | 1      | 1      |        | 2       |
| 9      | Литва           | 1      |        | 3      | 4       |
| 10     | КНР             | 1      |        |        | 1       |
| 10     | Італія          | 1      |        |        | 1       |
| 12     | Канада          |        | 2      |        | 2       |
| 13     | Нідерланди      |        | 1      | 4      | 5       |
| 14     | Малайзія        |        | 1      | 1      | 2       |
| 15     | Аргентина       |        | 1      |        | 1       |
| 16     | Австрія         |        |        | 1      | 1       |
| 16     | Бельгія         |        |        | 1      | 1       |
| 16     | Чехія           |        |        | 1      | 1       |
| Всього | Всього          | 19     | 19     | 19     | 57      |